# Banditisme

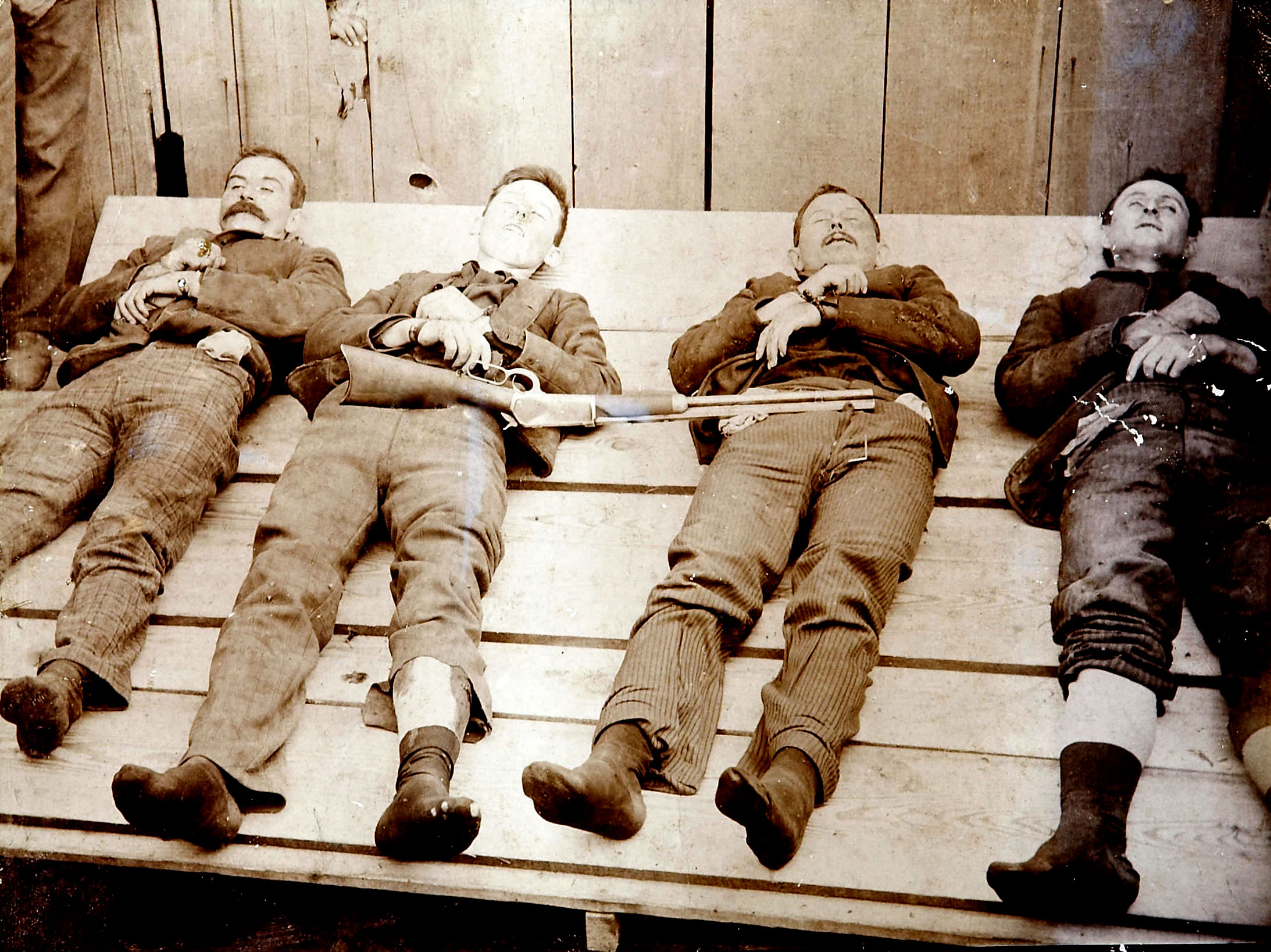
Memento Mori du gang Dalton. De gauche à droite : Bill Power ; Bob Dalton ; Grat Dalton, Dick Broadwell.

Le terme banditisme désigne l'ensemble des actes criminels exécutés de façon organisée. Il peut être synonyme de brigandage et de gangstérisme, terme dérivé du mot anglais gangster.